# Internationale Maifestspiele Wiesbaden

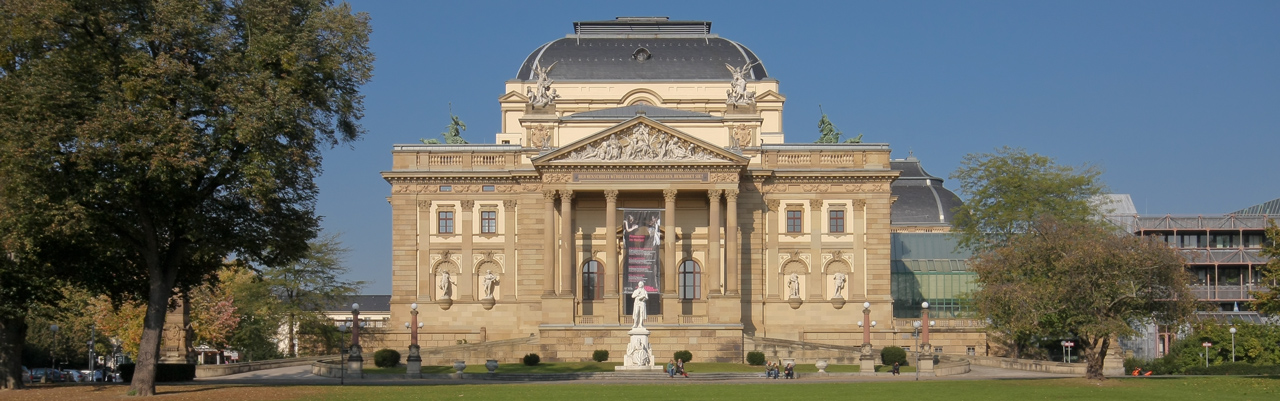
Hessisches Staatstheater Wiesbaden

L'Internationale Maifestspiele (Festival Internazionale di Maggio) si svolge ogni anno al Teatro di Stato dell'Assia a Wiesbaden. Fu fondato nel 1896 dall'allora direttore artistico Georg von Hülsen.

## Storia
L'idea del Festival di Maggio risale al Festival di Richard Wagner a Bayreuth, che si teneva annualmente dal 1876. Dopo l'apertura del nuovo Teatro di Stato nel 1894, il direttore artistico Georg von Hülsen riprese l'idea. Poiché l'imperatore Guglielmo II visitava la cosmopolita città termale ogni anno a maggio, dunque era ovvio programmare il festival in quel mese. Il primo Festival di Maggio ebbe luogo dal 6 al 19 maggio 1896.
Fino al 1914 le opere di Richard Wagner costituirono un punto focale del programma ma vennero messe in scena anche altre opere, tra cui Oberon di Carl Maria von Weber nel 1900. Con la prima guerra mondiale, il Festival di Maggio fu momentaneamente sospeso. Anche dopo la fine della guerra, non si pensò di riprendere la tradizione per molto tempo. Solo nel 1929, sotto la direzione di Paul Bekker, il Festival di maggio poté avere luogo per la prima volta, dal 4 al 21 maggio, con una prima rappresentazione dell'opera Die ägyptische Helena di Richard Strauss. Prime mondiali ebbero luogo durante il Festival di Maggio anche nel 1931 e nel 1932. 
Durante il nazionalsocialismo il Festival di Maggio continuò a svolgersi fino al 1939 come parte della Gaukulturwochen. Era sotto la direzione di Carl von Schirach.
Dopo la seconda guerra mondiale, il Festival fu ripreso nel 1950. La nuova denominazione, Internationale Maifestspiele, era associata a un nuovo concetto artistico in cui importanti teatri stranieri erano invitati al festival. L'associazione di supporto dell'Internationale Maifestspiele sostiene finanziariamente il festival ogni anno. Il programma consiste in produzioni di opera e dramma da parte di ensemble rinomati, così come spettacoli di balletto e danza, concerti, letture e serate di gala con cantanti d’eccezione. Le produzioni per bambini e giovani sono presentate nella Junge Woche, la Settimana dei Giovani, che è stata parte integrante del programma del Festival per molti anni. Il direttore artistico dell'Hessisches Staatstheater Wiesbaden è responsabile della selezione del programma.
Nel 1952, il festival fu una delle organizzazioni fondatrici dell'Associazione Europea dei Festival.